# 타이어

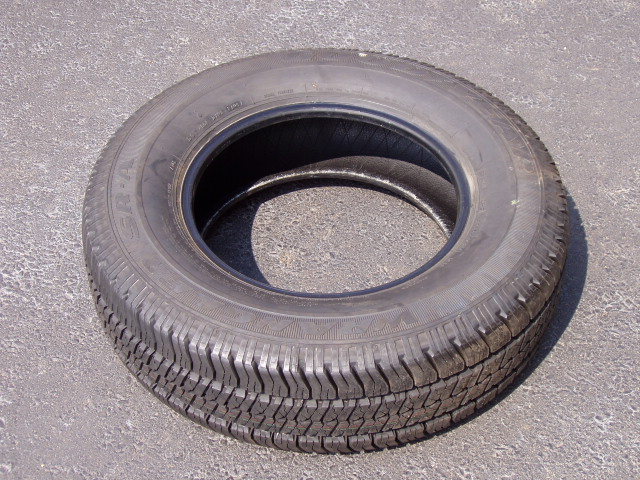
타이어

타이어(영어: tire, 문화어: 다이야)는 자동차, 자전거 등의 바퀴 굴통에 끼우는 원 모양의 테이다.
원료 고무로는 천연고무를 가장 많이 사용하고 있으나, 합성고무도 쓰이고 있다. 원료 고무는 범버리믹서라고 하는 교반(攪拌) 등의 일을 하는 기계나 롤을 가지고 반죽되고, 그 밖의 재료와 혼합되어서 균일하게 반죽된다. 원료 고무에 첨가되는 재료로서는 가황제인 유황이나 가황 촉진제, 보강제(補強劑)인 카본 블랙, 아연화(亞鉛華)·백도토(白陶土)·탄산마그네슘, 거기에 노화 방지제·착색제, 그 밖에 반죽이나 성형(成型)을 용이하게 하기 위한 스테아린산·파라핀 등이 있다. 이와 같이 해서 균일하게 반죽된 고무 원료는 시트로 나오게 된다. 타이어인 경우에는 이 시트에 보강을 위한 타이어코트나 금속선을 여러 겹으로 붙인다. 그리고 가황가마에 넣고 가열하면 성형과 가황을 동시에 한다. 이와 같이 타이어는 하나씩 가황가마에 그 재료를 넣고 성형·가황하며 만들어진다.
타이어는 1846년 독일의 토머스 한콕에 의해 개발되었으며, 이듬해에 운송 수단을 위한 고체 고무 모델이 나왔다. 1841년에는 미국의 찰스 굿이어에 의해 경화된 재료가 개발되었으며, 1823년 영국의 찰스 매킨토시에 의해 방수용 재료가 개발되었다.

## 주요 부품

### 타이어코드
타이어코드는 자동차타이어의 안전성, 내구성, 주행성을 보강하기 위해 타이어 속에 들어가는 보강재로서 자동차의 안전과 성능에 지대한 영향을 미치는 핵심소재이다. 비포장 도로용 타이어에는 나일론 타이어코드를, 일반 승용차에 많이 사용되는 래디얼 타이어(포장도로용)에는 폴리에스터 타이어코드를, 고속주행용 차량(유럽 아우토반 등)에는 레이온 타이어코드를 주로 사용한다. 타이어코드는 ISO에 따른 숫자와 문자로 구성되어 있다.

## 종류
일반적으로 사용차종과 용도에 따라 타이어와 타이어 부속품으로 이분하여 타이어는 다시 승용차용, 경(經)트럭용, 트럭·버스용, 산업차량용, 농업기계용, 항공기용, 모터사이클용, 자전거용으로 세분된다. 타이어 부속품은 튜브(tube)하고 플랩(flap)으로 구성된다. 여러 가지 타이어 제품 중 승용차용과 버스·트럭용 타이어가 주종을 이루고 있고 구조적으로는 바이어스 타이어로부터 레이디얼 타이어에로의 수요전환이 이루어지고 있는 상황이며 승용차용에서 버스·트럭용 타이어의 레이디얼화가 확산되고 있다.

### 솔리드 타이어
솔리드 타이어는 통칭 쿠션타이어라고도 불리며, 고무의 탄성을 이용한 저속 고하중의 물건을 옮기는 지게차 등에 주로 사용된다. 1848년에 R.W.톰슨이 특허를 냈다. 한국에서는 유일하게 넥센타이어가 제조하고 있다.

## 항공기 타이어
항공기 타이어는 항공기의 이착륙시 핵심적인 역할을 하는 부분으로, 국내에서는 유일하게 금호타이어에서 제작하고 있다. 

### 일반 자동차 타이어하고의 다른점
- 엄청난 하중 : 일반 자동차 타이어가 1~2톤 내외의 중량, 타이어 1개개 250~500kg 정도의 하중을 지탱하는 반면, B-747기의 경우 무게만 321톤, 승객, 수하물, 연료의 무게까지 모두 합하면 1킬로톤(1톤의 1,000배)을 훌쩍 넘는다. 즉, 타이어 1개가 17~55톤의 하중을 지탱해야 하는 계산이 나온다.
- 엄청난 압력 : 일반 자동차 타이어의 경우 30psi(프사이) 정도인 반면, 항공기 타이어의 경우 평상시에 200~300psi 정도를 유지해야 하는데, 일반 자동차 타이어의 6배가 넘는 수치다. 이착륙 시에는 최대 900~1,000psi까지 견딜 수 있어야 하므로, 일반 자동차 타이어보다 훨씬 더 두꺼운데다, 크기도 120cm에 달하며, 무게도 120kg에 달한다. 하지만 펑크가 날 가능성은 배제할 수 없다.
- 엄청난 가격 : 일반 자동차 타이어 한 짝의 가격이 10~15만원 내외인 반면, 항공기 타이어의 경우에는 그의 10배가 넘는 100~150만원 내외이며, 휠의 경우 1,300여만원 정도에 달하는데, 모두 합산하면 웬만한 고급 승용차 한 대 가격에 달한다.
- 특수 소재를 사용하여 만들기 때문에 고도의 기술이 필요 : 항공기 타이어의 경우, 정격 압력의 4배를 적어도 3초 동안 견딜 수 있도록 제작되어야 한다. 뿐만 아니라 내구성에 안정성, 주행성을 높이기 위해 고무 내부에 넣는 섬유보강재인 타이어 코드도 특수한 것을 사용하는데, 코드는 나일론 원사를 이용하거나 아라미드 등의 고강도 신 섬유를 주로 활용하기 때문에 강한 마찰에다 고속, 고열도 견뎌내야 하기 때문에 최첨단 기술이 필요하다.
- 이착륙시 엄청난 고열 : 항공기 타이어의 표면 온도는 이착륙시 엄청난 마찰로 인해 최고 200~300도 수준까지 상승한다.
- 질소를 사용한다 : 항공안전법에 의거, 타이어 내부에는 내부 발화로 인한 폭발을 방지하기 위해 비발화성 기체 질소를 주입한다. 항공기의 경 우, 높은 고도에 오르면 영하 50도 이하에 육박하는 극한의 저기압에다 추위, 이착륙시 엄청난 고열에 하중을 견뎌내야 하는데다, 화학적인 산화 현상도 억제하고 타이어의 수명을 연장하는 효과도 발생하기 때문에, 타이어에 질소를 주입함으로써 영하 175도까지 견뎌낼 수 있다. 자동차 타이어의 경우에도 질소를 주입하긴 하지만, 비용 등의 문제로 인하여 타이어에 엄청난 하중이 걸리는 경주용 자동차 타이어에 한해서만 사용하고 있다.
- 줄무늬가 세로로 배열되어 있다 : 일반적으로 자동차 타이어는 제동력, 접지력, 코너링, 배수성 등 다양한 부분들을 고려하는 반면, 항공기 타이어의 경우 이착륙시 강한 충격과 빠른 속도, 높은 온도에 잘 견뎌야 하기 때문에 직진 및 제동능력을 가장 중요시하기  때문에 직선하고 홈이 몇 개만 있는 단순한 형태로 되어 있으며, 아주 튼튼하고 가볍게 만들어야 한다. 항공기 타이어의에는 세로 방향의 줄무늬가 배치되어 있는데, 그 까닭은 항공기의 경우 이착륙시의 속도가 엄청 빠른데다, 단순 이착륙 용도로만 사용하기 때문에 자동차 타이어처럼 복잡한 무늬를 넣을 필요가 없다. 복잡한 무늬의 경우 빠른 속도로 달리는 항공기가 속도를 내는데 아주 불리하기 때문이다.

## 타이어 산업
타이어 공업은 생산측면에서 볼 때 제품의 성격상 자동차와 이륜차 공업의 관련산업으로서 최소경제규모(연산 300만본)의 공장건설에 1,500억 원 내외의(1990년 말 기준) 자금이 소요되는 자본집약적 산업인 동시에 차량주행시의 안정성·쾌적성·경제성이 충족되어야 하므로 지속적인 기술개발과 고도의 기술을 필요로 하는 기술집약적인 산업이다. 또한 고무의 가공특성상 전체공정을 자동화하는 데는 한계가 있어 상당부분을 인력에 의존해야 하는 산업이기 때문에 선진국의 몇몇 기업이 세계시장을 과점적으로 지배하고 있는 상태에서 생산기지는 개발도상국으로 이전되고 있다. 이러한 특성 외에 타이어 공업은 천연고무를 제외한 원자재의 70% 정도를 합성고무·카본블랙·타이어코드·고무약품 등의 석유화학공업에 의존하고 있으며 전체 고무소비량의 2분의 1 정도를 사용하고 있다.  수요측면에서 볼 때 타이어의 수요는 신차용과 교환용으로 2분되는데, 신차용 수요는 자동차 생산대수와, 교환용 수요는 차량보유대수와 밀접한 관계를 지니기 때문에 자동차 공업의 경기에 민감한 영향을 받는다. 또한 타이어의 수요는 가격·소득탄력성이 작은 반면에 상표의 유명도에 따라 제품에 대한 차별적 수요가 큰 편이다.  신차의 생산은 국민소득수준의 변화에 민감한 영향을 받기 때문에 신차용 수요 역시 소득수준의 변화와 간접적인 관계를 지니는데, 신차용 대 교환용 수요비는 1：2로서 신차용의 소비원단위는 거의 고정되어 있으나 교환용의 소비원단위는 레이디얼 타이어(radial tire)의 보급과 도로포장률의 향상 및 유가의 상승으로 인한 운행거리 단축 등으로 점차 감소하고 있다.

### 세계적 현황
1989년 말 전 세계에는 총 150여 개의 생산업체가 290여 개 소의 공장에서 타이어를 생산하고 있는데, 주로 일본·미국·프랑스·독일 등 서방 선진국의 15개 업체가 총생산량의 2분의 1 이상을 차지하고 있으며 1983년 이후 다소 비중이 낮아지고 있다. 이것은 타이어 제조기술의 발달로 경제규모가 2,000본/일 정도로 낮아져 개발도상국들의 신규참여가 활발해지고 있고 한국·브라질·에스파냐 등 신생공업국가들에서 자동차산업의 급성장에 따른 수요급증으로 생산이 호조를 보이고 있음에 기인한다. 그럼에도 세계 타이어 공업은 기술혁신과 연구개발투자에 적극적인 10대 다국적기업들에 의해 주도될 것으로 전망되고 있어 심각한 양상을 보이고 있다.

#### 수출입
세계의 타이어 시장은 원래 소수의 다국적기업들에 의해 주도되어 왔으나 최근에 한국·에스파냐·브라질 등 신흥공업국들의 타이어 공업이 급신장하여 수출물량을 확대시키고 있다.  물론 전체로 볼 때 수출입 물량은 생산량의 4분의 1 수준에도 못 미치지만 공급균형에 있어서 중요한 비중을 차지하고 타이어와 타이어 부속품의 수출물량은 1983∼1987년 중 연평균 13.1%이 증가세를 기록했다.  국별 수출실적을 보면 일본이 1981년 이래 수위를 지켜오고 있고 과거의 선두였던 프랑스가 2위이며 서독· 영국·이탈리아·한국의 순으로 되어 있다.  수입실적에 있어서는 미국이 최대의 수입국이고 독일이 제2위이며 프랑스·영국·이탈리아·네덜란드·캐나다가 3위권을 형성하고 있다.

#### 수요
제2차 에너지 위기에 따른 세계경제의 침체로 1980년대 초반 자동차공업의 경기가 후퇴하면서 타이어 수요 역시 감소추세를 보였다가 1983년부터 선진국을 중심으로 회복세를 나타냈다. 세계의 타이어 수요는 서방 7개 선진국이 전체의 약 3분의 2 이상을 차지하고 있는데, 수명이 긴 레이디얼 타이어와 전천후 타이어의 보급확대, 선진제국 자동차공업의 고도성숙기 진입 등으로 수요의 신장세는 세계 경제의 평균성장률에도 미치지 못하고 있다. 흥미로운 현상은 승용차용 수요는 북미·유럽·일본 등 선진국에 치우쳐 있으나 버스·트럭용 수요는 아시아·아프리카 지역이 높은 비중을 차지하고 있다는 점인데, 전체적으로 볼 때 선진국의 비중은 지속적으로 낮아질 전망이다.

## 타이어 제조 업체
- 한국타이어앤테크놀로지
- 금호타이어
- 넥센타이어
- 피렐리
- 던롭
- 미쉐린
- 브릿지스톤
- 요코하마
- 굿이어
- 콘티넨탈 AG
- BF굿리치

## 같이 보기
- 림(en:Rim (wheel))
- 런플랫 타이어(en:Run-flat tire)
- 자전거 타이어
- 도르래
- 바퀴